# Dzsádói-fennsík
A Dzsádói-fennsík (franciául Plateau du Djado) a Szaharában, Niger északkeleti részén helyezkedik el. Északon a Mangeni hamada, keleten a Tibeszti, délen a Bilmai Nagy Homoksivatag, DNy-on a Tenere, ÉNy-on az  Ahaggar és a Taszilin-Ádzser határolja. 

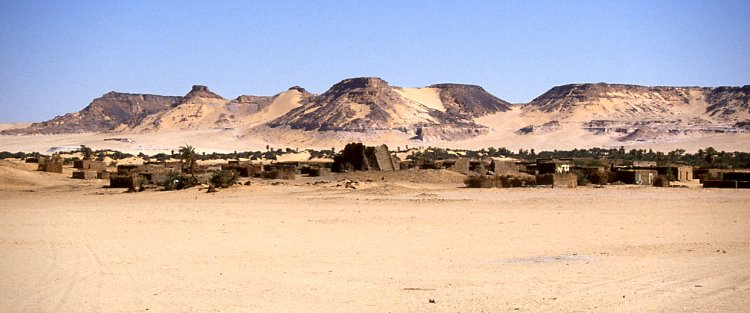
Séguédine település háttérben a Dzsádói-fennsík hegyeivel

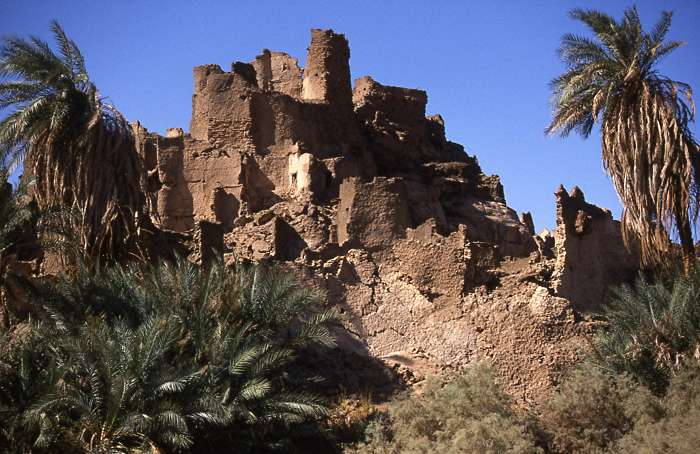
Oázis és egy régen elhagyott város romjai a fennsíkon

A fennsík 400-1000 méter magasságban helyezkedik el. Az évi csapadékmennyiség 20-50 mm évente. Néhány oázisát a tubu (toubou) törzs népesíti be. Az oázisoktól eltekintve növényzet nélküli a fennsík.
A régióban állatokat (elefánt, mamut, víziló, zsiráf, strucc, szarvasmarha) és vadászjeleneteket ábrázoló ősi sziklarajzokat fedeztek fel, továbbá csont és kőeszközöket a középső kőkorszak idejéből.

## Fordítás
- Ez a szócikk részben vagy egészben  a   Plateau von Djado című német Wikipédia-szócikk fordításán alapul.  Az eredeti cikk szerkesztőit annak laptörténete sorolja fel. Ez a jelzés csupán a megfogalmazás eredetét és a szerzői jogokat jelzi, nem szolgál a cikkben szereplő információk forrásmegjelöléseként.
- Ez a szócikk részben vagy egészben  a   Plateau du Djado című francia Wikipédia-szócikk fordításán alapul.  Az eredeti cikk szerkesztőit annak laptörténete sorolja fel. Ez a jelzés csupán a megfogalmazás eredetét és a szerzői jogokat jelzi, nem szolgál a cikkben szereplő információk forrásmegjelöléseként.